# 东街口

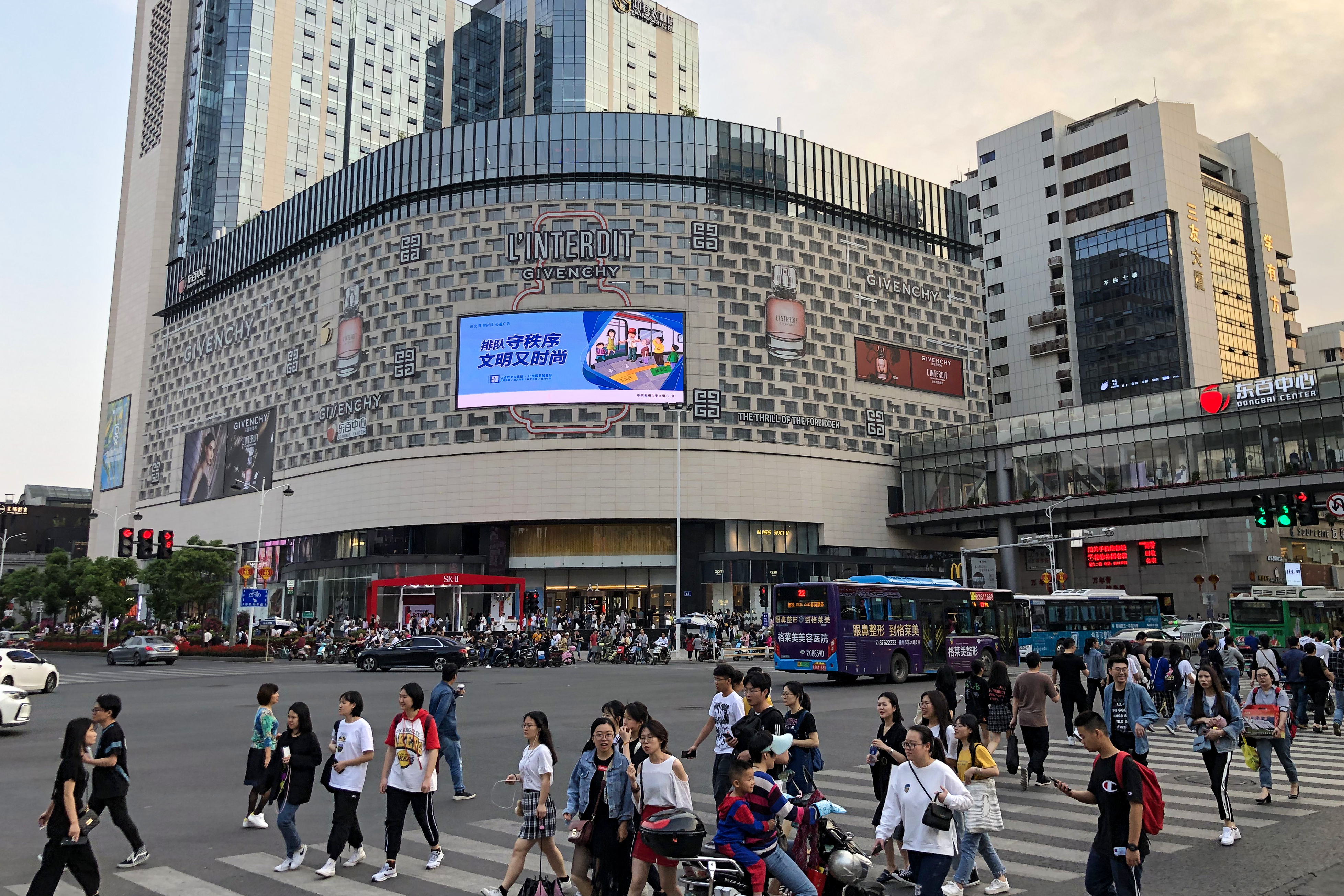
东街口（2019年5月）

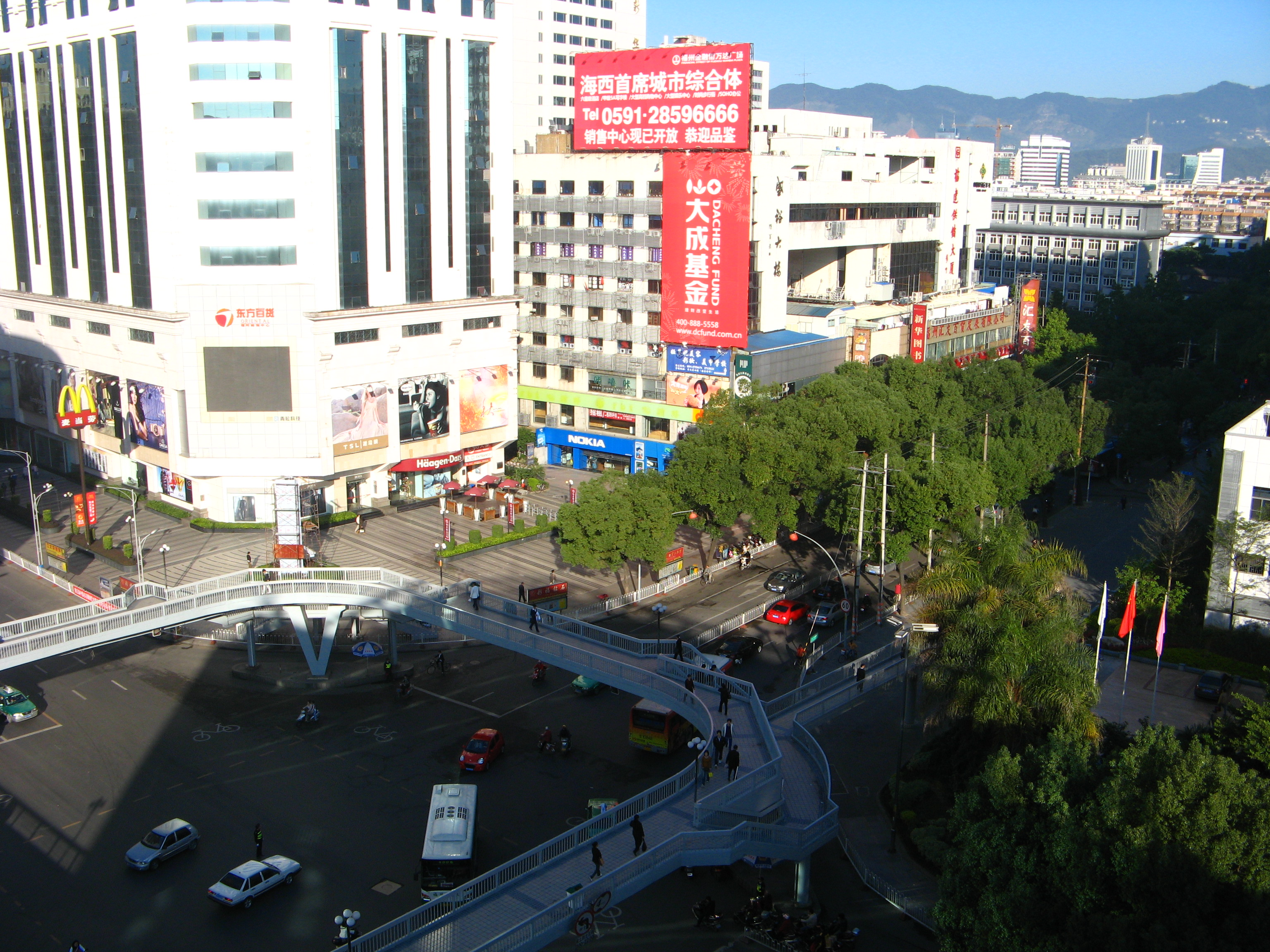
昔日的东街口（2009），人行天桥在2011年因为福州地铁东街口站的修建而被拆除

东街口是在中国福建省福州市最繁华的商圈，包括鼓楼区的八一七北路、东街和杨桥路形成的十字路口一带，此处是福州古城的中心，东街口百货大楼、东方百货、新华都百货等购物中心均集中于此。

## 历史
- 今天的东街口一带，是过去的“双门楼”旧址。“双门楼”又名狮子楼，原名镇闽台，始建于五代闽国时期。开闽王王审知的次子王延钧于后梁长兴四年正月即帝位，国号大闽，改元龙启，他自己也更名为“鏻”。把福州改为长乐府。王延钧筑镇闽台，此即双门楼的由来[1]。
- 至宋大中祥符年间，太守严辟疆取“汉孟尝守合浦，德政所感，去珠复还”之义，把双门楼更名为还珠门。
- 明成化十三年，双门楼遭火毁，六年后重建，仍复旧名为镇闽台。清顺治十八年（1661年），双门楼与鼓楼同毁于火灾。康熙二十年（1681年）总督姚启圣等发起重建，当时，才把双门楼定名为“狮子楼”。
- 乾隆五十七年（1792年）因火烧都督署，布政司库吏周良耿起盖后，才把都督署前的二只石狮，分别排列在“狮子楼”两旁，因而，成为三狮，故福州有“三狮制五虎”之说，五虎指闽侯尚干的五虎山。